# NGC 5474
NGC 5474 (другие обозначения — UGC 9013, MCG 9-23-32, ZWG 272.23, PGC 50216) — галактика в созвездии Большая Медведица, самый близкий спутник галактики M101.
Ядро галактики смещено относительно её диска. Возможно это произошло из-за гравитационного взаимодействия с галактикой M101 в прошлом во время близкого к ней прохождения. Звёздное образование в этой галактике (что прослеживается с помощью спектральной эмиссионной линии водорода) также смещено от ядра.
NGC 5474 показывает некоторые признаки спиральной структуры. В результате эта галактика часто классифицируется как карликовая спиральная галактика, относительно редкая группа карликовых галактик.
Этот объект входит в число перечисленных в оригинальной редакции «Нового общего каталога».
В галактике обнаружен ультраяркий рентгеновский источник